# Volkswagen CC
El Volkswagen CC, (originalmente conocido como el Volkswagen Passat CC en su primera generación) es un automóvil de turismo del segmento E producido por el fabricante alemán Volkswagen desde mediados del año 2008 hasta 2016. Cubre el hueco entre el Passat y el Volkswagen Phaeton, que pertenecen a los segmentos D y F. Como indicaba su primitivo nombre, el Passat CC toma la plataforma del Volkswagen Passat de sexta generación pero posee un diseño completamente distinto. Es 31 mm más largo, 36 mm más ancho y 50 mm más bajo que el Passat. En el Salón del Automóvil de Ginebra de 2017 se presenta el Volkswagen Arteon que será el sucesor del CC, tiene unas líneas similares ya que es una evolución, a diferencia de que el nuevo modelo cuenta con portón trasero es decir se le añade la quinta puerta.

## Passat CC

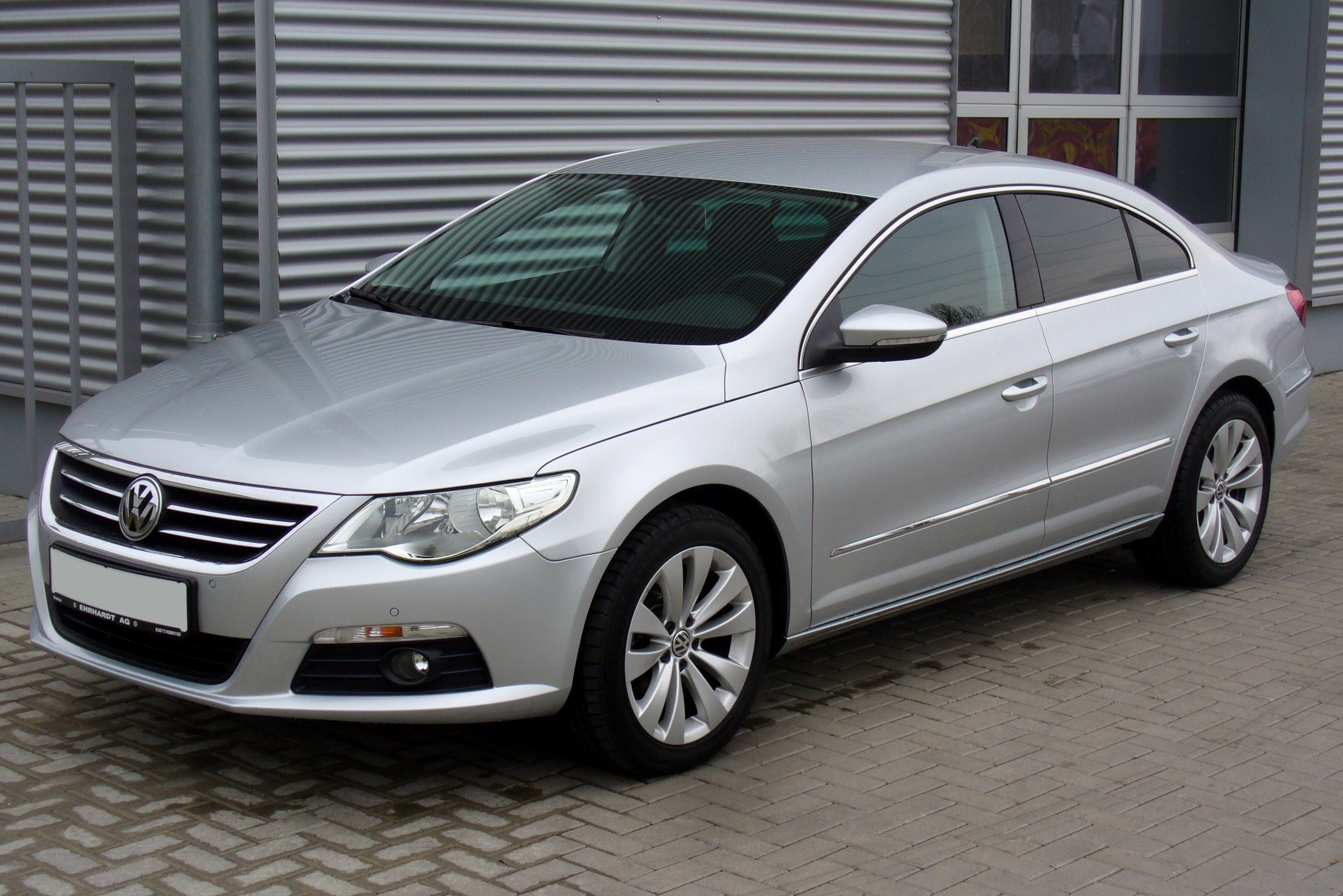
Volkswagen Passat CC pre-rediseño (2008-2012)

El Passat CC, que se presentó oficialmente en el Salón del Automóvil de Detroit de 2008, tiene cuatro o cinco plazas, motor delantero transversal y tracción delantera o a las cuatro ruedas (4Motion). Su carrocería sedán de cuatro puertas tiene una silueta fastback, semejante a la del Mercedes-Benz Clase CLS y el Aston Martin Rapide. Las siglas CC significan ComforCoupé.
La gama de motores se compone de tres motores gasolina y un diésel: un 1.8 litros turboalimentado de 160 CV, un 2.0 litros turboalimentado de 211CV; un 3.6 V6 litros atmosférico de 300CV, y un 2.0 litros con turbocompresor de geometría variable y 170 CV, este último cumple con la normativa Euro6. El 3.6 litros es un seis cilindros en V de ángulo estrecho (VR6), actualmente solo disponible fuera de Europa, mientras que el resto son cuatro cilindros en línea. Todos ellos llevan inyección directa; en el caso del diésel tiene alimentación por common-rail. La caja de cambios puede ser manual de seis marchas o automática DSG (Direct Shift Gearbox de doble embrague) con seis relaciones.

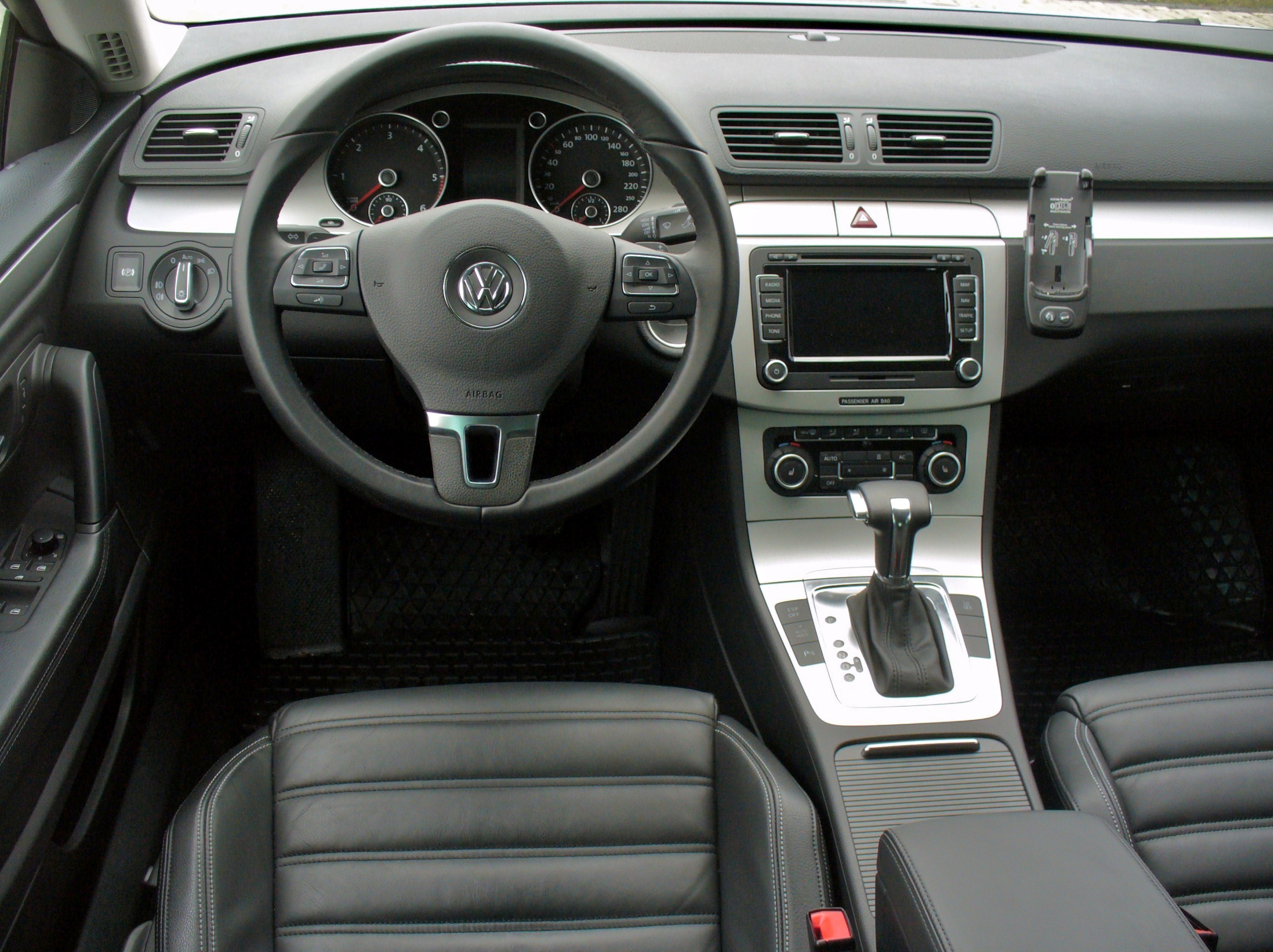
Tablero e interior del Volkswagen Passat CC

En 2012 se renueva con un reestilismo dejando al modelo con rasgos más modernos acorde a la nueva gama, dejando de lado el nombre Passat para diferenciarlo y hacerlo más exclusivo a diferencia de este último.

## Especificaciones técnicas
A continuación las especificaciones técnicas del automóvil.

### Motores
- 1.8 L TSI I4
- 2.0 L TSI I4
- 2.0 L TDII4
- 3.6 L VR6[2][4]

### Caja de cambios
- 6 velocidades manual
- 6 velocidades DSG

### Suspensión
- Delantera: Eje de brazo telescópico McPerson con brazos transversales triangulares inferiores
- Trasera: Eje multibrazo, conjunto muelle-amortiguador independiente. Barras estabilizadoras delante y detrás

### Frenos
- Frenos delanteros (tipo y diámetro de disco): Discos ventilados de 345 mm
- Frenos traseros (tipo y diámetro de disco): Discos de 310 mm

### Dimensiones
- Longitud (mm): 4800
- Anchura (mm): 1855
- Altura (mm): 1417
- Distancia entre ejes (mm): 2711
- Capacidad del maletero: 532 dm³
- Capacidad del depósito de combustible: 70 litros

### Pesos
- Peso en vacío (Kg): 1436-1627

### Prestaciones y Consumo
- Velocidad máxima: 250 km/h (autolimitada)
- Aceleración 0-100 km/h: 5,6 segundos
- Combustible: Gasolina 98 octanos

### Otros
- Ayudas Electrónicas (de serie): ABS, EBD, AFU, ASR, ESP y detector de cansancio
- Llantas: 17" | 18"
- Neumáticos: 235/45 R 17 | 235/40 R 18
- Dirección: Electromecánica
- Diámetro de giro: 11,4 Metros

## Motorsport

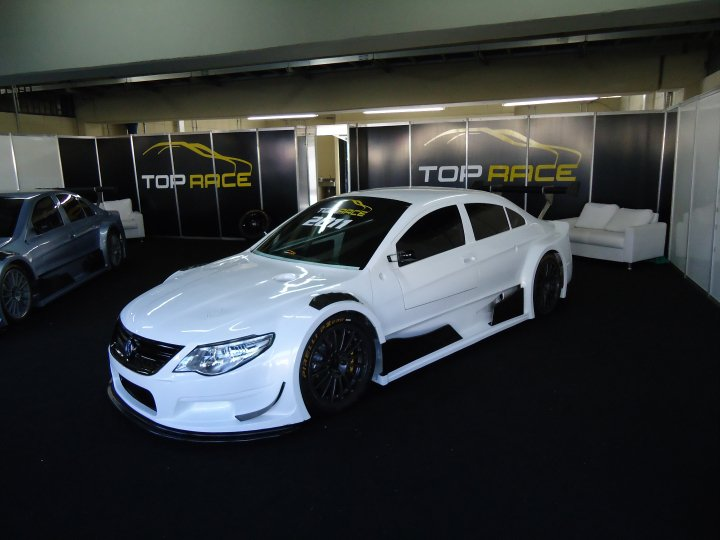
Volkswagen Passat CC para la categoría Top Race V6 de Argentina

En el ámbito del motorsport, en Argentina, el Volkswagen Passat es tomado como molde para la fabricación de carrozados artesanales para automóviles de competición, los cuales son utilizados en la categoría Top Race. Sin embargo, a pesar de que el interés de esta última fue el de renovar el diseño del coche, la carrocería del Passat VI no fue tenida en cuenta para una eventual sucesión. En el año 2010, Top Race decide iniciar una serie de reformas a sus carrozados y también decide renovar al modelo de Volkswagen. La aparición en el año 2008 del Passat CC facilitó la iniciativa, inclinándose la categoría por este coche para elegirlo como sucesor del Passat V. El 25 de julio de 2010, un Volkswagen Passat CC y un Mercedes-Benz Clase C, fueron presentados como prototipos iniciales de lo que sería el nuevo parque automotor 2011 del Top Race V6.